# Maximilian Maria von Thurn und Taxis

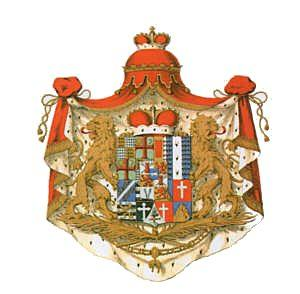
Herb rodu Thurn und Taxis

Maximilian Maria Karl Joseph Gabriel Lamoral von Thurn und Taxis (ur. 24 czerwca 1862 na Zamku Taxis koło Dischingen, zm. 2 czerwca 1885 w Ratyzbonie) był siódmym z kolei tytularnym księciem Thurn und Taxis i w latach 1871–1885 głową rodu książęcego.

## Życie, rodzina i edukacja
Był najstarszym z dwóch synów, a trzecim w ogóle dzieckiem księcia Maksymiliana Antoniego von Thurn und Taxis i księżniczki Heleny Karoliny Wittelsbach. Po śmierci ojca książę Maksymilian Maria został wyznaczony przez swojego dziadka Maksymiliana Karola na swojego następcę. W 1871 roku wraz ze śmiercią dziadka stał się oficjalną głową rodziny Thurn und Taxis, ale formalnie do czasu osiągnięcia pełnoletniości pozostawał pod opieką matki. Książę Maksymilian Maria zwany w rodzinie pieszczotliwie („Bubi”), aby przygotować się do sprawowania w przyszłości swoich funkcji pobierał nauki pod okiem barona Carla von Geyr-Schweppenburg. Uczęszczał także do szkoły publicznej. Od jesieni 1880 roku studiował kolejno na uniwersytetach w Bonn, Getyndze i Strasburgu. Studiował filozofię, prawo i ekonomię. Od wczesnej młodości przejawiał zamiłowanie nie tylko do konnej jazdy i polowania, ale także do promocji nauki i sztuki. Zobowiązał swojego archiwistę do napisania opartej na naukowych podstawach historii domu Thurn und Taxis.
Po dojściu do pełnoletniości, w dniu 24 czerwca 1883, roku książę Maksymilian przejął oficjalnie kierowanie domem Thurn und Taxis. Aby uczcić ten dzień, w mieście zorganizowano festyn, a księżna Helena Karolina Wittelsbach wydała uroczysty obiad z udziałem wielu znamienitych gości. Król Ludwik II odznaczył z tej okazji księcia Maksymiliana Orderem Świętego Huberta, książę Maksymilian zaś poczynił hojne darowizny na rzecz ubogich z Ratyzbony, jak również przeznaczył fundusze na renowację kościoła św. Emmerama. Od 1882 roku planowano poszerzenie książęcego zamku St. Emmeram. W tym celu 1883 roku postanowiono wyburzyć część dawnego klasztoru i zbudować nowe, południowe skrzydło zamku w stylu neorenesansowym. Prace prowadzone były pod nadzorem architekta Maxa Schultze w latach 1883–1885 i w latach następnych już za rządów księcia Alberta von Thurn und Taxis.

## Śmierć i jej następstwa
Książę Maksymilian Maria przebywał u wuja, cesarza Franciszka Józefa I w Wiedniu, gdzie brał udział w polowaniu na kuropatwy. Z pobytu tego powrócił już poważnie chory, a mimo to doglądał prac związanych z przebudową zamku. Książę, który w dzieciństwie chorował na szkarlatynę, cierpiał na chorobę serca. Choroba ta przyczyniła się do jego przedwczesnej śmierci. Aby odjąć siostrze trosk opiekę nad księciem przejął brat Heleny, książę Karol Teodor zwany w rodzinie („Gackl”), który był lekarzem. Nic jednak tak naprawdę nie mógł poradzić. Nie było w tamtym czasie sposobu, aby ratować życie osoby tak poważnie cierpiącej na dolegliwości sercowe. Książę Maksymilian Maria zmarł na zawał serca 2 czerwca 1885 roku, mając niespełna 23 lata. Nigdy się nie ożenił, nie pozostawił też potomstwa. Budowa zamku została ukończona przez następcę księcia Maksymiliana i jest uważana za jeden z najważniejszych zabytków swojej epoki w Niemczech. Po śmierci księcia Maksymiliana głową rodziny został jego brat, książę Albert von Thurn und Taxis.
Po śmierci księcia Maksymiliana kondolencje napływały z różnych stron świata i od wielu znamienitych osobistości. Wyrazy współczucia na ręce matki księcia złożył cesarz Wilhelm I Hohenzollern, pisząc o głębokiej stracie jaka stała się i jego udziałem, albowiem zawsze z radością witał księcia Maksymiliana w swojej rezydencji. Śmierć syna bardzo przeżyła matka Helena Karolina Wittelsbach, do tego stopnia, że popadła w chorobę psychiczną. Nigdy potem nie doszła już do pełnych sił. Zmarła, złożona zgryzotami i chorobą, 16 maja 1890 w Ratyzbonie, a zatem w niespełna pięć lat po swoim ukochanym synu.

## Medale i odznaczenia
- Wielki Krzyż Grzegorza Wielkiego nadany przez papieża Leona XIII w dniu 23 listopada 1881 roku[2]
- Medal Domu Bawarskiego św. Huberta z okazji uzyskania pełnoletności

## Genealogia
|  |                                                         |  |  |  |  |  |  |  |  |  |  |  |  |  |  |  |
|  | Maximilian Karl von Thurn und Taxis (1802–1871) Książę  |  |  |  |  |  |  |  |  |  |  |  |  |  |  |  |
|  |                                                         |  |  |  |  |  |  |  |  |  |  |  |  |  |  |  |
|  |                                                         |  |  |  |  |  |  |  |  |  |  |  |  |  |  |  |
|  | Maximilian Anton von Thurn und Taxis (1831–1867) Książę |  |  |  |  |  |  |  |  |  |  |  |  |  |  |  |
|  |                                                         |  |  |  |  |  |  |  |  |  |  |  |  |  |  |  |
|  |                                                         |  |  |  |  |  |  |  |  |  |  |  |  |  |  |  |
|  | Wilhelmine von Dörnberg (1803–1835) Księżniczka         |  |  |  |  |  |  |  |  |  |  |  |  |  |  |  |
|  |                                                         |  |  |  |  |  |  |  |  |  |  |  |  |  |  |  |
|  |                                                         |  |  |  |  |  |  |  |  |  |  |  |  |  |  |  |
|  | Maximilian Maria von Thurn und Taxis (1862–1885) Książę |  |  |  |  |  |  |  |  |  |  |  |  |  |  |  |
|  |                                                         |  |  |  |  |  |  |  |  |  |  |  |  |  |  |  |
|  |                                                         |  |  |  |  |  |  |  |  |  |  |  |  |  |  |  |
|  | Maksymilian Bawarski (1808–1888) Książę                 |  |  |  |  |  |  |  |  |  |  |  |  |  |  |  |
|  |                                                         |  |  |  |  |  |  |  |  |  |  |  |  |  |  |  |
|  |                                                         |  |  |  |  |  |  |  |  |  |  |  |  |  |  |  |
|  | Helena Karolina Wittelsbach (1834–1890) Księżna         |  |  |  |  |  |  |  |  |  |  |  |  |  |  |  |
|  |                                                         |  |  |  |  |  |  |  |  |  |  |  |  |  |  |  |
|  |                                                         |  |  |  |  |  |  |  |  |  |  |  |  |  |  |  |
|  | Ludwika Wilhelmina Wittelsbach (1808–1892) Księżniczka  |  |  |  |  |  |  |  |  |  |  |  |  |  |  |  |
|  |                                                         |  |  |  |  |  |  |  |  |  |  |  |  |  |  |  |
|  |                                                         |  |  |  |  |  |  |  |  |  |  |  |  |  |  |  |